# La Alarma
La Alarma va ser un periòdic escrit en castellà d'ideologia anarquista que es va publicar a Reus l'any 1901.

## Història
Segons l'historiador de la premsa reusenca Francesc Gras i Elies, el director n'era Josep Medico i Soto «obrero hijo de un pueblo de la Ribera de Ebro domiciliado en Reus». El primer número va sortir el 17 d'agost de 1901 i el setè (i últim conegut) el 23 de novembre d'aquell any. Al número 1 defineix la seva ideologia: «Somos trabajadores que sin pretensión alguna, inauguramos nuestra campaña en la prensa con el único deseo de batallar con ánimo para que el obrero y la humanidad puedan llegar a la plenitud de sus derechos; esto es, la emancipación de toda opresión y de todas las preocupaciones sociales».
Hi col·laboraven diversos anarquistes de l'estat espanyol, i de manera freqüent José Alarcón i A. López Rodrigo, de València. També hi col·laborava Teobaldo Nieva, que ja havia publicat articles ideològics a la revista anarquista barcelonina Acracia. Tenia diverses seccions: Varia, de notícies en general, Misceláneas, Movimiento obrero, Correspondencias i Preludios sociales, que eren notícies de les lluites i de les victòries obreres. El número 6 (17 de novembre) havia de ser un extraordinari dedicat als màrtirs de Chicago, però no va ser així. Al número 7 va afegir el lema Sociologia - Solidaridad.

## Aspectes tècnics
Del número 3 al número 5 portava la indicació de «Publicación quincenal». Tenia quatre pàgines, excepte el número 7 que en tenia vuit. Imprès a tres columnes, el 7 en tenia dues. L'impressor era la Impremta de Les Circumstàncies al carrer de l'Estrella núm. 12, que publicava també el periòdic amb aquest nom. Als números 1 i 2 el títol apareix entre gravats. A partir del 3 canvia el disseny de la capçalera, i és tipogràfica. El paper era de molt mala qualitat. Les dimensions van variar, i el preu era de 5 cèntims el número.
La Biblioteca Central Xavier Amorós de Reus conserva els set números, i seria l'únic repositori que té la col·lecció completa.